# دبابير التين
دبابير التين (الاسم العلمي: Agaonidae) هي فصيلة حشرات من رتبة غشائيات الاجنحة وطبقة الحشرات
تم تحديد الفصيلة في 1846 من طرف عالم الحشرات البريطاني فرانسيس والكر
هذه الفصيلة تشتمل 6 عائلات دونية تضم 76 جنس والتي بدورها تضم 757 نوع
هذه الفصيلة حسب (راسبلوس وآل 1998) قد تكون متعددة العرق (لا ترتبط بقرابة وراثية بينها وانما تتشابه في عناصر جعلت العلماء يصنفونها مع بعضها البعض ضمن تصنيف معين) ولذلك ربما تكون الفصيلة الدونية Agaoninae هي وحدها التي تنتمي فعلا إلى هذه الفصيلة
ولذلك كان يجب تصنيف بقية الفصائل الدونية (Sycoecninae, Otitesellinae, Sycoryctinae) ضمن فصيلة طيطنيات
تنقسم بدورها إلى عدة فصائل دونية ومنها:
- 1-الفصيلة الدونية Agaoninae

تشتمل على 357 جنس معروف من اهمها:
Agaon - Alfonsiella - Allotriozoon - Blastophaga - Ceratosolen - Courtella - Deilagaon - Dolichoris - Elisabethiella - Eupristina - Kradibia - Liporrhopalum - Nigeriella - Paragaon - Pegoscapus - Platyscapa - Pleistodontes - Tetrapus - Waterstoniella - Wiebesia
و جميع أنواع هذه الفصيلة الدونية يعاشرون اشجار التين
- 2-الفصيلة الدونية Sycophaginae

تشتمل على 59 جنس من اهمها:
Anidarnes - Apocryptophagus - Eukoebelea - Idarnes - Neoeukobelea - Pseudidarnes - Sycophaga
- 3-الفصيلة الدونية Epichrysomallinae

تشتمل على حوالي 40 جنس من اهمها:
Asycobia - Camarothorax - Epichrysomalla - Eufroggattisca - Herodotia Acophila- Josephiella - Lachaisea - Leeuweniella - Meselatus - Neosycophila - Odontofroggatia - Parapilkhanivora - Sycobia - Sycomacophila - Sycotetra
- 4-الفصيلة الدونية Otitesellinae

تشتمل على 79 جنس من اهمها:
Aepocerus - Comptoniella - Eujacobsonia - Grandiana - Grasseiana - Guadalia - Heterandrium - Lipothymus - Marginalia - Micranisa - Micrognathophora - Otitesella - Philosycella - Philosycus - Walkerella
- 5-الفصيلة الدونية Sycoecinae

تشتمل على 67 جنس من اهمها:
Crossogaster - Diaziella - Philocaenus - Robertsia - Seres - Sycoecus
- 6-الفصيلة الدونية Sycoryctinae

تشتمل على 151 جنس من اهمها:
Adiyodiella - Apocrypta - Arachonia - Bouceka - Critogaster - Dobunabaa - Parasycobia - Philotrypesis - Philoverdance - Sycoscapter - Watshamiella
- فصيلة دونية غير محددة

تشتمل على 3 اجناس